# Emilia di Liverpool
Versions successives
- L'eremitaggio de Liwerpool, livret révisé par Giuseppe Checcherini, créé le 8 mars 1828 au Teatro Nuovo de Naples.

Personnages
- Emilia (soprano)
- Claudio di Liverppol, son père (basse)
- Federico (ténor)
- Don Romualdo (basse)
- Candida, sa fille (mezzo-soprano)
- Luigia (soprano)
- Il conte (baryton)
- Paysans.

Airs
- « In dura schiavitu » (Claudio) – Acte I (1824)

Emilia di Liverpool est un opéra semiseria en 2 actes, musique de Gaetano Donizetti, créé au Teatro Nuovo de Naples le 28 juillet 1824. Une nouvelle version, dont le livret est révisé par Giuseppe Checcherini, est créée dans le même théâtre le 8 mars 1828 sous le titre L'eremitaggio de Liwerpool  [sic] (L'ermitage de Liverpool).

## Historique
La composition d’Emilia di Liverpool se place en 1824, alors que Donizetti, alors âgé de 26 ans, est arrivé à Naples depuis deux ans et vient de remporter un vrai succès à Rome avec L'ajo nell'imbarazzo, créé le 4 février. Francesco Tortoli, qui assure l'intérim de la direction des théâtres royaux de Naples après la démission de Domenico Barbaja en avril 1824 à la suite de son départ pour Vienne, lui propose d'adapter cet ouvrage aux impératifs du Teatro Nuovo et lui commande un nouvel opéra ; pour l'ensemble de ces prestations, Donizetti doit recevoir 300 ducats.
Le point de départ du nouvel ouvrage est le livret anonyme d'un opéra semiseria de Vittorio Trento intitulé Emilia di Laverpaut (créé au Teatro dei Fiorentini de Naples à l'été 1817), lui-même tiré d'une pièce éponyme de Stefano Scatizzi. Ce livret est adapté par un auteur anonyme au genre léger ou semiseria en vigueur au Teatro Nuovo de Naples auquel l'ouvrage est destiné : cette adaptation conduit notamment à introduire le personnage comique de Don Romualdo, « noble napolitain », qui s'exprime dans la langue de son pays natal. En conséquence, le caractère de la pièce originale est complètement modifié, au prix d'un grand désordre dans la distribution. 
Lors de la première, le 28 juillet 1824, Emilia di Liverpool est fraîchement accueillie. Elle quitte l'affiche après seulement sept représentations. Le critique du Giornale del Regno delle Due Sicilie reporte l'essentiel du blâme sur le livret : « Ne pouvant trouver la moindre passion au milieu de l'océan de paroles passionnées de ces maudits drames, les compositeurs sont forcés d'exploiter les situations fortes ou surprenantes du livret et de faire fond sur le contraste des caractères et les coïncidences, pour s'autoriser quelques effets d'ombre et de lumière permettant une certaine variété de la composition. C'est par exemple le cas de Donizetti, qui a composé la jolie musique d’Emilia di Liverpool. »
Donizetti espère un moment que son œuvre sera produite à Vienne. Le 18 août 1824, il écrit à Mercadante, qui s'y trouve avec Barbaja pour la saison d'opéras italiens, parmi lesquels Emilia doit figurer : « Dans le second acte, j'ai introduit quelques nouveaux numéros que je vous recommande. Mais outre ceux-ci, je vous recommande tout l'opéra. Vous connaissez ma manière de composer, et vous savez bien où il faut introduire, de temps en temps, une altération de tempo. Faites au mieux, car je vous fais une confiance totale. Le rôle [Claudio] de Lablache, que Fioravanti a chanté, sera je le sais un peu inconfortable pour lui. J'ai fait les puntature dans quelques cas, mais le plus souvent, le compositeur est le moins bien placé pour faire cela, parce que sa tête est pleine des idées originales. Entre vous deux, vous pouvez tout arranger. » Rien ne permet cependant de croire qu’Emilia fut effectivement représentée à Vienne à cette époque.
En 1828, Donizetti reprend son œuvre de manière beaucoup plus ample. Giuseppe Checcherini se charge de réviser le livret. Il enlève une grande partie des additions de 1824 tout en conservant le déroulement de l'intrigue, change les noms de certains personnages et coupe dans les très abondants dialogues parlés. Donizetti supprime huit numéros et une partie d'un neuvième et en ajoute quatre. Le rondeau de Zobeida dans Alahor in Granata (1826) devient, après quelques modifications, la périlleuse cabalette finale d'Emilia. L'ouvrage est créé au Teatro Nuovo de Naples le 8 mars 1828 sous le titre L'eremitaggio de Liwerpool, avec Annetta Fischer dans le rôle d'Emilia. Malgré les révisions effectuées, il ne réussit pas et doit être retiré après six représentations. Emilia di Liverpool tombe alors dans un oubli total. Donizetti, comme à son habitude, en recycle certains passages dans d'autres ouvrages.
En 1957, alors que la ville de Liverpool cherche à fêter dignement le 750e anniversaire de la charte qui lui a été octroyée par Jean sans Terre, le Liverpool Music Group découvre cet opéra qui est exécuté en version de concert le 12 juin 1957, sous la direction de Fritz Spiegl, le rôle d'Emilia étant chanté par Doreen Murray. Trois mois plus tard, le 8 septembre 1957, une version abrégée, basée sur la révision de 1828, est retransmise par la BBC sous la direction de John Pritchard, avec une distribution entièrement renouvelée où la jeune Joan Sutherland tient brillamment le rôle-titre.
L'opéra est à nouveau produit à Liverpool en 2008 à l'initiative du European Opera Centre de l'Université Hope, au moment où la ville devient capitale européenne de la culture, dans le cadre du St George's Hall nouvellement restauré, dans une version révisée par le musicologue français Gilles Rico qui s'est efforcé de combiner le meilleur des deux versions de 1824 et 1828 et de minimiser les dialogues parlés.

## Distribution
| Rôle                           | Autre nom (version de 1828)       | Type de voix        | Interprètes lors de la première le 28 juillet 1824 (Chef d'orchestre : - ) |
| ------------------------------ | --------------------------------- | ------------------- | -------------------------------------------------------------------------- |
| Emilia                         |                                   | soprano             | Teresa Melas                                                               |
| Claudio di Liverpool, son père |                                   | baryton             | Giuseppe Fioravanti                                                        |
| Federico                       | Colonello Tompson (alias Villars) | ténor               | Domenico Zilioli                                                           |
| Don Romualdo                   | Conte Asdrubale, noble napolitain | basse (basso buffo) | Carlo Casaccia                                                             |
| Candida, sa fille              | Candida, amie d'Emilia            | mezzo-soprano       | Francesca Checcherini                                                      |
| Luigia                         | Bettina, nièce d'Asdrubale        | soprano             | Clementina Grossi                                                          |
| Il conte                       | Giacomo                           | baryton             | M. de Nicola                                                               |
| Chœur de paysans.              |                                   |                     |                                                                            |

## Argument

### Acte I
Emilia, fille de Claudio de Liverpool, s'est retirée dans un ermitage fondé dans la montagne après avoir été enlevée et abandonnée autrefois par un jeune officier, ce qui a causé la mort de sa mère, désespérée. Son père, capitaine de vaisseau, ruiné par une escroquerie, a disparu à l'étranger et on le croit mort. Elle passe son temps à aider les paysans pauvres et les voyageurs de passage.

Une voiture est renversée par un orage. Les passagers sont sauvés par des montagnards et un robuste marin barbu qui arrêtent les chevaux emballés et les conduisent à l'ermitage. Parmi les voyageurs se trouve Don Romualdo, noble napolitain ; sa fiancée, Luigia, avec son père, le Comte ; et son secrétaire, le jeune Federico.

Le marin révèle qu'il est Claudio, le père d'Emilia, de retour dans sa patrie après vingt années d'esclavage en Afrique. On apprend également que Federico n'est autre que le séducteur d'Emilia et qu'il a désormais le projet de prendre Luigia à Don Romualdo. Ce dernier n'est autre que le noble napolitain qu'Emilia devait épouser avant d'être séduite par Federico.

Emilia reconnaît Federico et s'évanouit. Quand elle revient à elle, elle reconnaît son père et se réconcilie avec lui. Claudio demande à Federico de lui rendre raison.

### Acte II
Claudio a invité Federico à le suivre dans la crypte où repose la mère d'Emilia pour y assouvir sa vengeance. Prévenue par son amie Candida, Emilia s'y rend pour empêcher le duel. Claudio révèle son identité à Federico mais il est empêché de le tuer par l'arrivée de sa fille. Federico se repent et révèle alors que les richesses dont la famille d'Emilia avait été injustement dépossédée lui sont rendues. Claudio pardonne à Federico qui obtient la main d'Emilia, tandis que Luigia obtient le pardon de Don Romualdo.

## Analyse et jugements
« Emilia est un ouvrage significatif dans l'œuvre de Donizetti en raison de ses éléments de Romantisme ; il renferme, outre une héroïne malheureuse, une scène d'orage et un épisode dans une crypte funéraire. Si, de nos jours, le mélodrame paraît puéril et si les épisodes bouffe semblent en définitive subvertir les ressorts dramatiques essentiels du Romantisme, la faute en est au vieux genre semiseria, dans lequel les interludes comiques ne parviennent jamais à former une extension cohérente des scènes sérieuses. » (William Ashbrook)

## Productions notables
| Dates            | Distribution (Emilia, Claudio, Federico, Don Romualdo)                         | Chef d'orchestre, Orchestre et chœur | Lieu, Théâtre               | Metteur en scène |
| ---------------- | ------------------------------------------------------------------------------ | ------------------------------------ | --------------------------- | ---------------- |
| 31 décembre 2007 | Vesselina Genchova Vassileva, Cozmin Sime, Bruno Comparetti, Vincenzo Taormina | Giovanni Pacor                       | Liverpool, St George's Hall | Ignacio Garcia   |

## Discographie
| Année | Distribution (Emilia, Candida, Villars, Asdrubale, Claudio)                  | Chef d'orchestre, Opéra et Orchestre                                                              | Label                      |
| ----- | ---------------------------------------------------------------------------- | ------------------------------------------------------------------------------------------------- | -------------------------- |
| 1957  | Joan Sutherland, April Cantelo, William McAlpine, Hervey Alan, Denis Dowling | John Pritchard, Orchestre philharmonique royal de Liverpool, Singers of the Liverpool Music Group | CD Audio : Myto            |
| 1986  | Yvonne Kenny, Anne Mason, Chris Merritt, Sesto Bruscantini, Geoffrey Dolton  | David Parry, Philharmonia Orchestra, Geoffrey Mitchell Choir                                      | CD Audio : Opera Rara OR-8 |